# Leonel Fernández
Leonel Antonio Fernández Reyna (Santo Domingo, 26 de dezembro de 1953) é um político da República Dominicana, foi presidente de seu país de 1996 até 2000 e de 2004 até 2012.
Foi eleito presidente para um mandato de quatro anos que durou de 16 de agosto de 1996 a 16 de agosto de 2000. Após intervalo de um mandato, foi eleito novamente para governar por quatro anos o país, a partir de 16 de agosto de 2004. Em 2008, foi o segundo presidente do país a ser reeleito para o seu segundo mandato consecutivo e terceiro não consecutivo, ocupando o governo por mais quatro anos, até 16 de agosto de 2012 depois de Joaquín Balaguer que foi o primeiro a ser reeleito de forma consecutiva em 1990 para mais cinco anos até 16 agosto de 1996.